# Казино Корона (Мельбурн)
Казино «Корона» — велике казино, розташоване на південному березі річки Ярра, у Мельбурні, Австралія.

## Казино
За свідченнями туристів — це місце, де можна дешево, але зі смаком поїсти. Окрім того тут представлено весь спектр найрізноманітніших розваг.
Казино було відкрито 1994 року на північному березі Ярри, а у 1997 році переїхало до нового комплексу на південному березі річки.
У гральних залах Корони представлено 6 головних азартних ігор: Блекджек, Крепс, Гральні автомати (2 зали, 2500 машин), Покер, Баккара і Рулетка.
Окрім того, казино має три власних готелі: Crown Towers, Crown Metropol, Crown Promenade.

## Відомі відвідувачі
У різні часи казино відвідували[джерело?]:
- Том Круз
- Кеті Холмс
- Керрі Пеккер
- Тайгер Вудс
- Нейл Мюррей

та багато інших зірок екрану, музики та політиків.

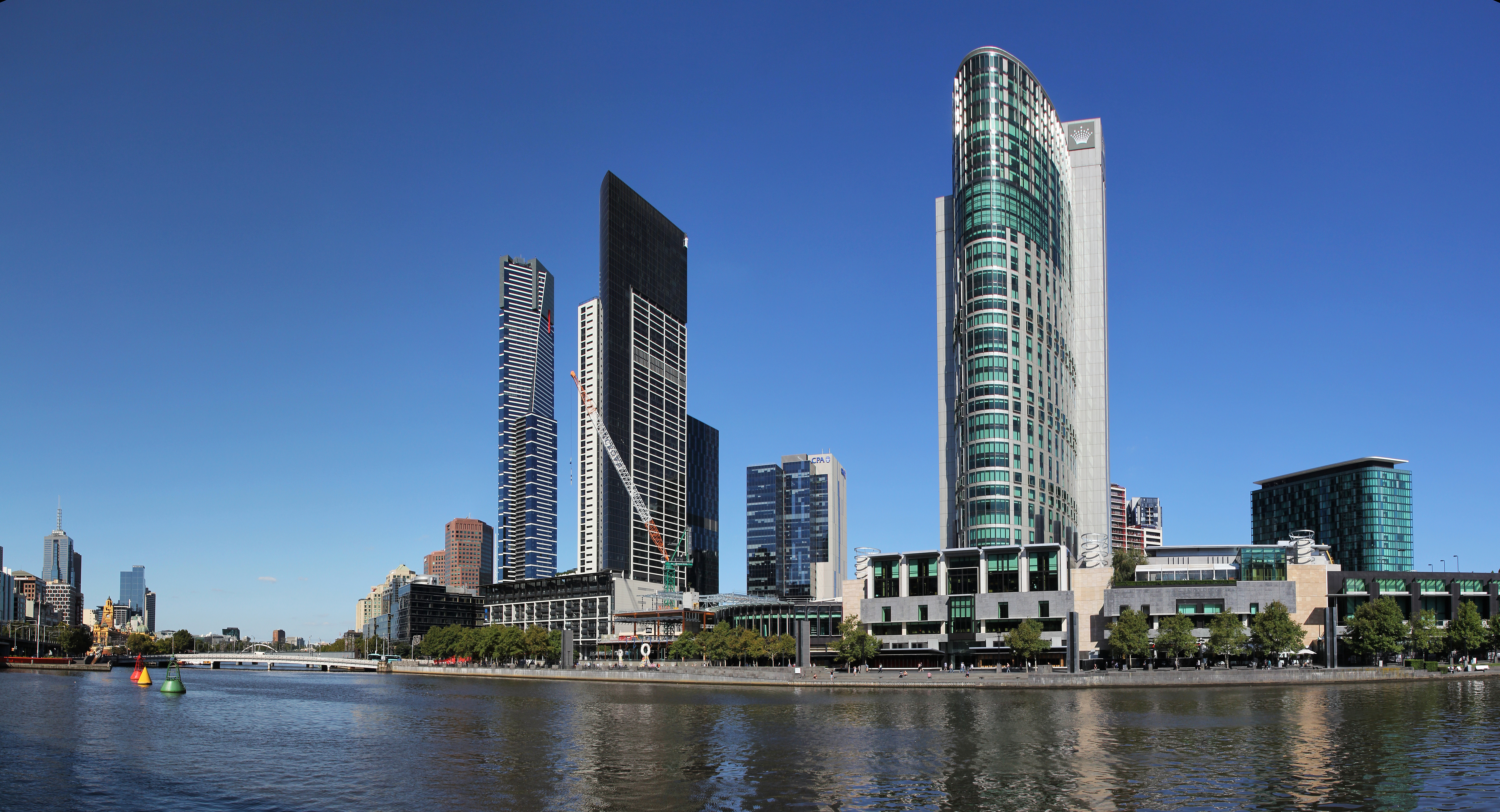
Казино Корона і вежа «Еврика» на березі Ярри
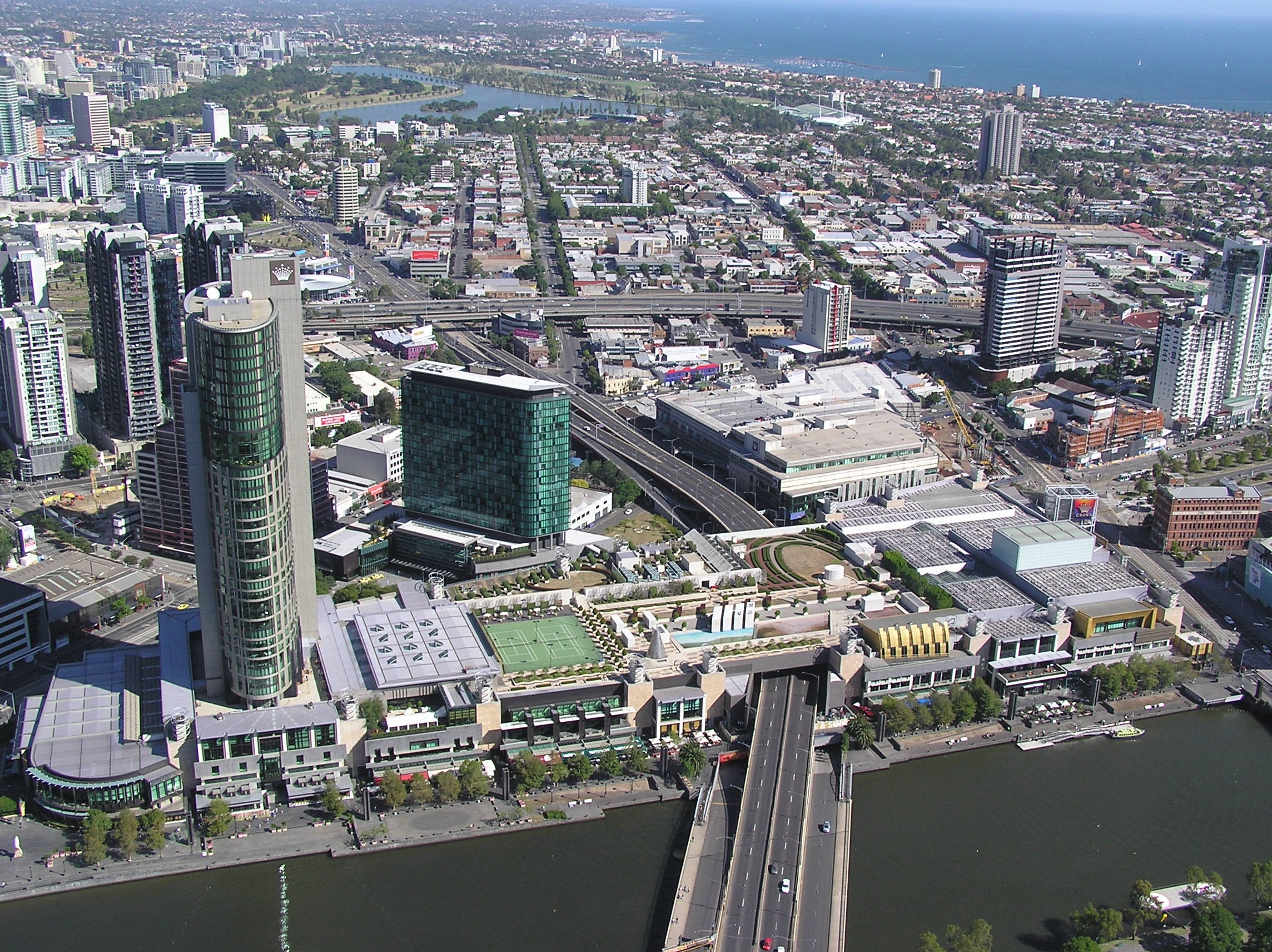
Вид на комплекс з півночі
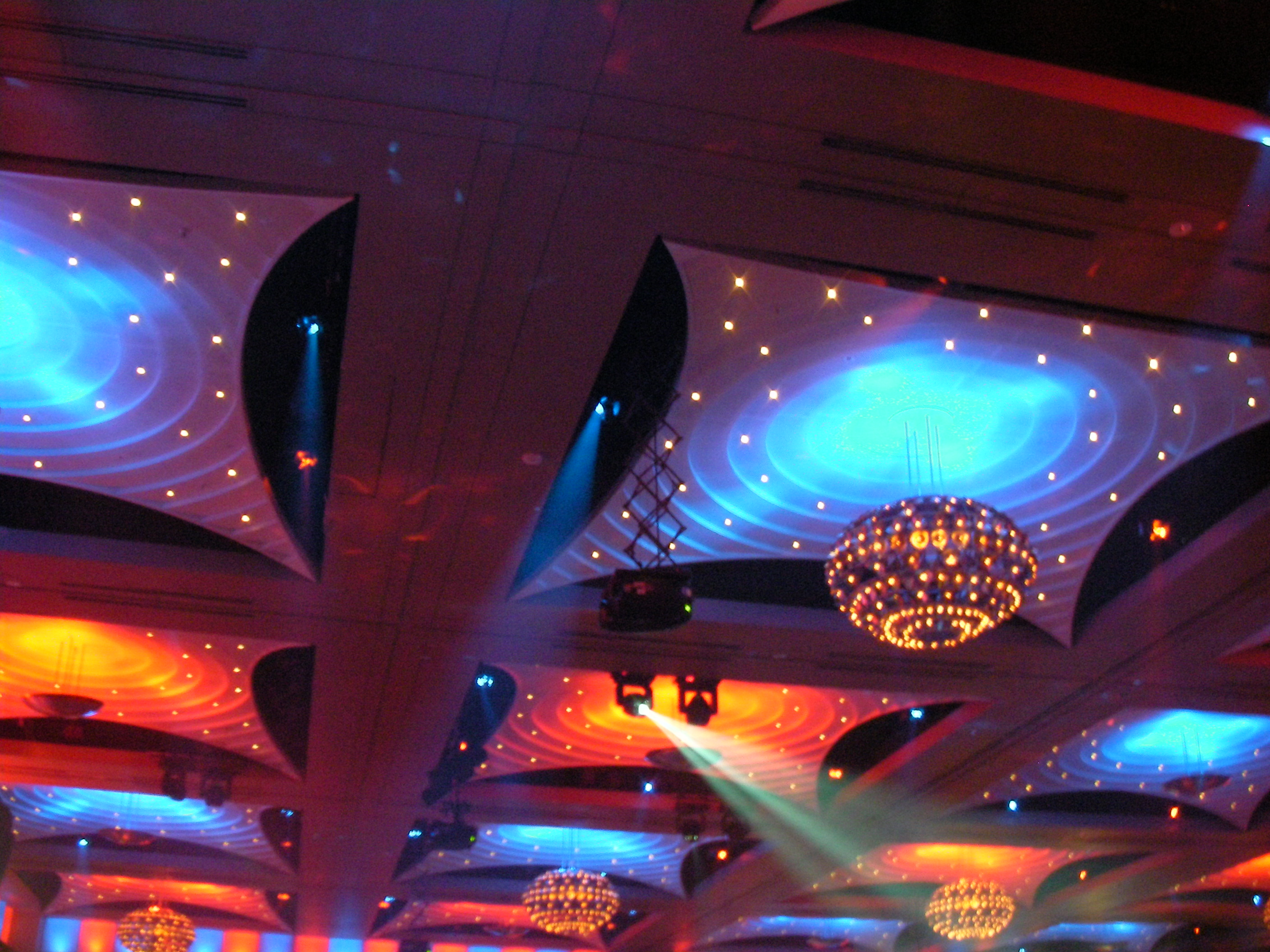